# Hama Amadou
Hama Amadou (1950 – Niamey, 23 oktober 2024) was een Nigerees politicus. Hij was van 1995 tot 1996 premier van Niger en opnieuw van 2001 tot 2007.

## Levensloop
Amadou groeide op in de regio Tillaberi ten noorden van Niamey. Hij behoorde tot de Fulbe-stam. Onder het bewind van Seyni Kountché was hij directeur-generaal van de Bureau van Radio- en Televisie-uitzendingen in Niger. Deze functie vervulde hij van 1983 tot 1985. Daarna was hij directeur van het kabinet van de president. Na de dood van Kountché werd Amadou door diens opvolger Ali Saibou benoemd tot minister van Informatie. Deze functie vervulde hij van 15 juli 1988 tot 20 december 1989.
Onder Saibou werd het meerpartijenstelsel weer ingevoerd. Amadou raakte betrokken bij de Nationale Beweging voor de Ontwikkeling van de Maatschappij (MNSD). Hij werd in november 1991 gekozen tot secretaris-generaal van de partij. Mamadou Tandja werd gekozen als voorzitter. Bij de parlementsverkiezingen in 1993 werden beiden gekozen in het parlement. De partij belandde in de oppositie. In januari 1995 werden er opnieuw verkiezingen gehouden en de MNSD vormde een alliantie samen met de Nigerese Partij voor Democratie en Socialisme (PNDS). Zij behaalden een meerderheid en er werd een regering gevormd waarvan Amadou werd voorgedragen als premier. De president Mahamane Ousmane was afkomstig van de Democratische en Socialistische Vergadering (CDS) en wilde liever Amadou Cissé, een MNSD-lid, als premier en benoemde deze ook. Het parlement ging daarmee echter niet akkoord en daarom benoemde Ousmane na twee weken, op 21 februari 1995, toch Amadou als premier.
De samenwerking tussen Ousmane en Amadou verliep niet goed en er ontstond een patstelling. Ousmane weigerde vanaf april om de kabinetsvergadering bij te wonen, hoewel hij daar wettelijk toe verplicht was. Amadou verving in juli de hoofden van een aantal staatsbedrijven, een beslissing waar Ousmane fel op tegen was. Ook probeerde Amadou de rol van president over te nemen binnen de ministerraad. De spanningen liepen zo hoog op dat Ousmane liet weten na een jaar – de termijn die in de grondwet werd genoemd- nieuwe verkiezingen uit te schrijven.
Het kwam echter niet zover doordat er op 27 januari 1996 een militaire coup plaatsvond onder leiding van Ibrahim Baré Maïnassara. Deze wees op de politieke wanorde om zijn daad te rechtvaardigen. Ousmane en Amadou werden beiden onder huisarrest geplaatst tot 24 april. Bij een pro-democratie-demonstratie begin 1997 werd Amadou samen met Ousmane gearresteerd en twaalf dagen vast gehouden. Op 2 januari 1998 werd Amadou opnieuw gearresteerd omdat hij betrokken zou zijn bij een complot om een aanslag te plegen op Maïnassara. Hij werd op 8 januari weer vrijgelaten, maar werd nog wel aangeklaagd vanwege zijn vermeende betrokkenheid bij een illegale militie. Amadou wees de beschuldigingen af en stelde dat het alleen maar bedoeld was om het volk te misleiden.
Maïnassara verloor het leven bij een aanslag in april 1999 en een groep militairen pleegde een coup. De democratie werd hersteld en de MSND-kandidaat Tandja won de presidentsverkiezingen. In november 1999 werden ook verkiezingen voor het parlement gehouden en daarin vormde de MSND een alliantie met de CDS van Ousmane. De nieuwe alliantie behaalde een meerderheid in het parlement en daardoor kon Amadou opnieuw worden benoemd als premier. Tandja trad af als voorzitter van het MNSD en Amadou volgde hem op in december 2001.
De helikopter van Amadou stortte neer toen hij in juli 2004 op weg was voor een verkiezingscampagne. Amadou overleefde de ramp. In 2005 weigerde hij voedselhulp van de Verenigde Naties, omdat hij stelde dat de opbrengst van de oogst genoeg was en dat de hulp "een belediging voor de waardigheid van Niger" was.
De regering van Amadou moest op 31 mei 2007 aftreden nadat het parlement het vertrouwen had opgezegd. Dit gebeurde vanwege corruptie met gelden die bestemd waren voor het onderwijs. Ousmane koos een opvolger uit drie namen die door het parlement werden genoemd, namelijk Seyni Oumarou.
Amadou bleef aan als voorzitter van het MNSD, maar in 2008 begon de federale politie van Niger een onderzoek vanwege de verduistering van 100 miljoen CFA-frank – omgerekend ongeveer 152.000 euro – aan buitenlands geld. President Tandja riep het parlement in juni 2008 op een speciale commissie aan te stellen om de aanklacht te onderzoeken. De twee bondgenoten waren in de loop van de jaren uit elkaar gegroeid en waren nu elkaars rivalen. Het parlement hief de immuniteit op die Amadou genoot tijdens de daden die hij tijdens zijn premierschap onderging. Aanhangers van Amadou suggereerde dat de aanklachten waren ingegeven door het feit dat diens tegenstanders niet wilden dat hij deelnam aan de presidentsverkiezingen in 2009. Op 26 juni 2008 werd Amadou gearresteerd. Een verzoek om op borg vrij te komen werd afgewezen. gedurende de periode dat hij in de gevangenis verbleef werd hij ook afgezet als voorzitter van het MNSD.
Na tien maanden, in maart 2009, werd Amadou onverwachts vrijgelaten vanwege gezondheidsproblemen. Amadou vertrok voor een medische behandeling naar Frankrijk, maar bleef daar ook. De regering van Niger vaardigde een internationaal opsporingsbevel uit. Intussen had president Tandja het parlement van Niger ontbonden omdat hij langer wilde aanblijven als president.
Tandja werd in februari 2010 afgezet door een militaire coup onder leiding van Salou Djibo. Amadou keerde in maart 2011 terug naar Niger en richtte een nieuwe partij op, de Nigerese Democratische Beweging (MDN). Hij nam deel aan de presidentsverkiezingen in januari 2011, maar eindigde als derde met 19.8 procent van de stemmen.
Amadou overleed in oktober 2024 op 74-jarige leeftijd.